# Maximilian Mittelstädt
Maximilian Mittelstädt (Berlín, Alemania, 18 de marzo de 1997) es un futbolista alemán. Juega de defensa y su equipo es el VfB Stuttgart de la Bundesliga.

## Trayectoria
Tras formarse como futbolista en el Hertha Zehlendorf, en 2012 pasó a la disciplina del Hertha de Berlín. Allí empezó a subir de categoría hasta que en 2015 debutó con el segundo equipo. En esa misma temporada, el 2 de marzo de 2016 debutó con el primer equipo, haciendo su debut como profesional en un encuentro de la Bundesliga contra el Eintracht Frankfurt. En esta categoría disputó 145 partidos y se marchó del club en 2023 para jugar los siguientes tres años en el VfB Stuttgart.

## Selección nacional
El 23 de marzo de 2024 hizo su debut con la selección de Alemania en un amistoso ante Francia que ganaron por cero a dos. Tres días después anotó su primer gol en otro triunfo contra los Países Bajos.

### Participaciones en Eurocopas
| Copa          | Sede     | Resultado        | Partidos | Goles |
| ------------- | -------- | ---------------- | -------- | ----- |
| Eurocopa 2024 | Alemania | Cuartos de final | 4        | 0     |

## Clubes
| Club                | País     | Año       | Partidos | Goles |
| ------------------- | -------- | --------- | -------- | ----- |
| Hertha de Berlín II | Alemania | 2015-2018 | 24       | 4     |
| Hertha de Berlín    | Alemania | 2016-2023 | 157      | 4     |
| VfB Stuttgart       | Alemania | 2023-     | 78       | 3     |

## Palmarés

### Campeonatos nacionales
| Título           | Club          | País     | Año  |
| ---------------- | ------------- | -------- | ---- |
| Copa de Alemania | VfB Stuttgart | Alemania | 2025 |